# Вилијам Алонсо
Вилијам Алонсо (енгл. William Alonso; Буенос Ајрес, 22. јануар 1933 — 11. фебруар 1999) је био амерички економиста.
Вилијам Алонсо је био рођен 1933. године у Буенос Ајресу, главном граду Аргентине. Започео је каријеру са дипломом архитектуре коју је добио 1954. године на Харвардском универзитету. На истом универзитету је завршио мастер из урбаног планирања 1956. године. Докторирао је 1960. године из области регионалних наука на Пенсилванијском универзитету.
Од 1960. до 1961. године Алонсо је радио као директор и као професор на смеру за урбано и регионално планирање Технолошког универзитета у Бандунгу у Индонезији. Био је гостујући професор на Централном универзитету у Венецуели 1962. године, пре него што је дошао на Харвард где је од 1963. до 1965. године био вршилац дужности директора Центра за студије урбаног развоја. Алонсо је такође радио и на Јејл универзитету, на Универзитету Калифорније у Берклију и на Станфорд универзитету.
Од 1976. године Алонсо је био директор Центра за демографска истраживања Харвардског универзитета. Две године касније постао је професор из области популационе политике на Факултету за јавно здравство и члан департмана за социологију на Факултету друштвених наука.
Његово истраживање било је усредсређено на демографске промене, нарочито у високо урбанизованим областима. Развио је математичке моделе, бавећи се миграцијама и размештајем становништва.
Објавио је 1964. године књигу „Локација и намена земљишта“, у којој је дефинисао модел формирања цене земљишта у урбаној средини. Његов модел је постао једна од основних теорија урбане економије.